# 黃璉 (成化辛丑進士)
黃璉（1444年—？），字汝器，山東濟南府濟陽縣人，民籍，明朝政治人物。

## 生平
山東鄉試第六十五名舉人。成化十七年（1481年）中式辛丑科會試第一百七十二名，三甲第四十七名進士。

## 家族
曾祖黃成；祖父黃思禮；父黃銘，母王氏。